# Meuvaines
Meuvaines ist eine französische Gemeinde mit 137 Einwohnern (Stand: 1. Januar 2022) im Département Calvados in der Region Normandie (vor 2016 Basse-Normandie). Die Gemeinde gehört zum Arrondissement Bayeux und zum Kanton Courseulles-sur-Mer. Die Einwohner werden Meuvainois genannt.

## Geografie
Meuvaines liegt an der Ärmelkanalküste, etwa 14 Kilometer nordöstlich von Bayeux und etwa 20 Kilometer nordnordwestlich von Caen. Umgeben wird Meuvaines von den Nachbargemeinden Ver-sur-Mer im Osten, Crépon im Osten und Südosten, Bazenville im Süden, Ryes im Südwesten, Saint-Côme-de-Fresné im Südwesten und Westen sowie Asnelles im Westen.

## Geschichte
Das Camp de Bellevue in Meuvaines war ein Internierungslager, das in der ersten Hälfte des Jahres 1940 auf einem  etwa 4 Hektar großen ehemaligen Pfadfinderlager eingerichtet worden war. Es bestand aus auf Steinfundamenten errichteten Holzbaracken.
Das Lager wurde vermutlich wegen des Vormarsches der deutschen Truppen während des Westfeldzugs evakuiert.
Der Strand von Meuvaines gehört zu einem Abschnitt des sog. Gold Beach, an dem die Alliierten am 6. Juni 1944 anlandeten.

### Bevölkerungsentwicklung
| Jahr          | 1962 | 1968 | 1975 | 1982 | 1990 | 1999 | 2010 | 2019 |
| Einwohner     | 185  | 175  | 163  | 137  | 137  | 150  | 142  | 137  |
| Quelle: INSEE |      |      |      |      |      |      |      |      |

## Sehenswürdigkeiten
- Kirche Saint-Manvieu aus dem 12. Jahrhundert, Monument historique
- Schloss Maronnes aus dem 18. Jahrhundert
- Schloss Meuvaines aus dem 17. Jahrhundert
- Reste der Verteidigungsanlagen aus dem Zweiten Weltkrieg

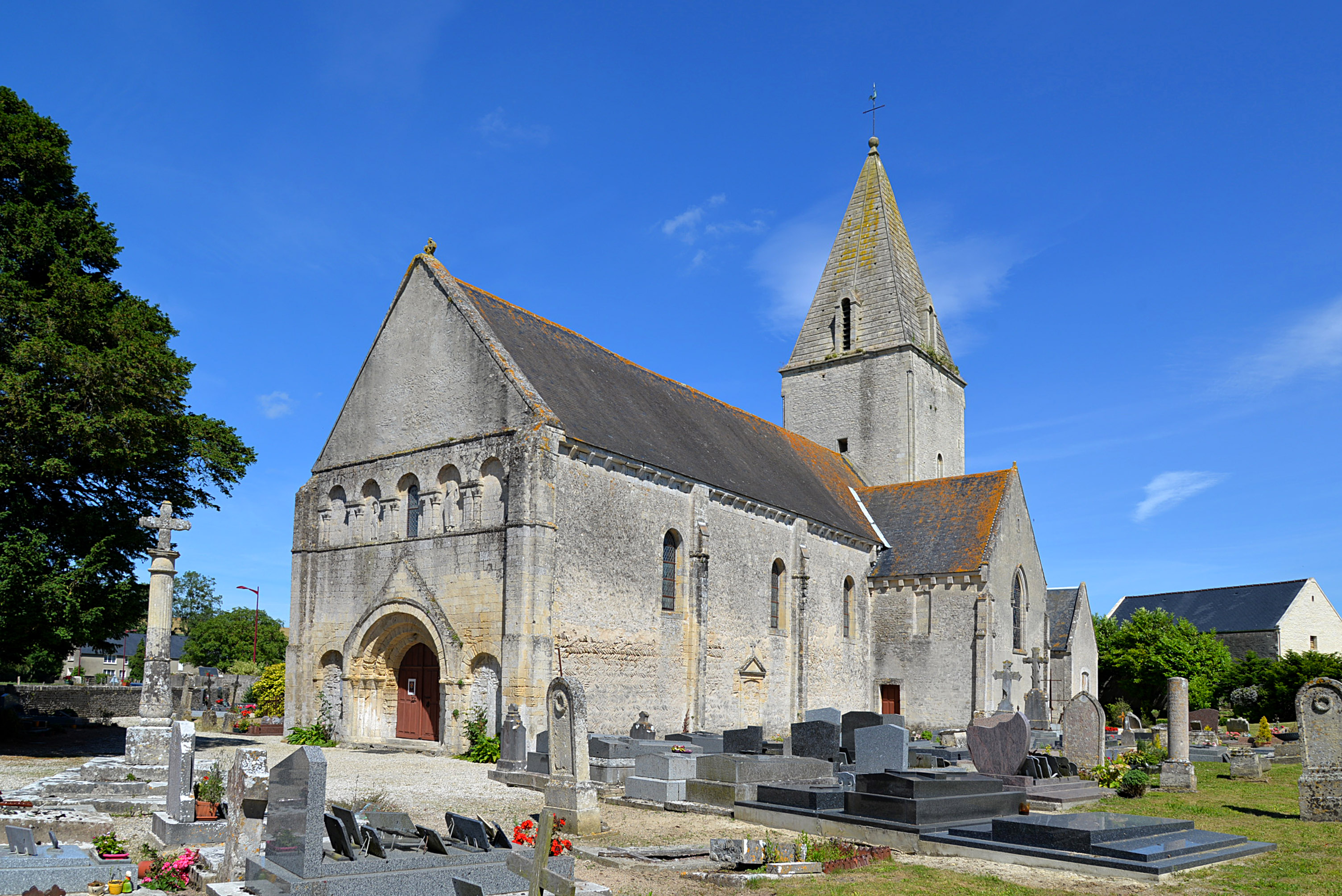
Kirche Saint-Manvieu